# Cifra levélmoly
A cifra levélmoly (Acleris rhombana) a valódi lepkék (Glossata) alrendjébe tartozó sodrólepkefélék (Tortricidae) családjának egyik, hazánkban is honos faja.

## Elterjedése, élőhelye
Európában és Kis-Ázsiában honos faj, amit már Észak-Amerikába is behurcoltak. Magyarországon
általánosan megtalálható.

## Megjelenése
Világosbarna szárnyát sötétbarna keresztcsíkok és foltok tarkázzák. Szárnyának fesztávolsága 18–22 mm.

## Életmódja
Nálunk évente egy nemzedéke kel ki, de a mediterrán vidékeken kettő is. A törzsre és ágakra lerakott peték telelnek át. A kis hernyók rügyfakadáskor kelnek ki, és május–júniusban fejezik be fejlődésüket. A bábidőszak hosszú: a hosszú életű lepkék szeptember–októberben rajzanak.
Polifág faj, amelynek tápnövényei között sok a gyümölcsfa:
- alma,
- körte,
- birs,
- szilva,
- cseresznye,
- meggy,

továbbá:
- a galagonya,
- a kökény és valószínűleg más lombos fák és cserjék is.

Magyarországon ez a faj a gyümölcsösök tavaszi kártevő molylepke-együttesének többé-kevésbé állandó tagja, amit potenciális kártevőnek tartanak. Önállóan nagyobb károkat csak 1957-ben okozott.